# George Foreman bukása és tündöklése
A George Foreman bukása és tündöklése (eredeti cím: Big George Foreman) 2023-as amerikai életrajzi filmdráma, melyet saját és Frank Baldwin forgatókönyvéből George Tillman Jr. rendezett. A film George Foreman nehézsúlyú ökölvívó világbajnok életéről szól. A főbb szerepekben Khris Davis, Jasmine Mathews, John Magaro, Sullivan Jones, Lawrence Gilliard Jr., Sonja Sohn és Forest Whitaker látható.
A Sony Pictures Releasing 2023. április 28-án mutatta be a mozikban, és 6 millió dolláros bevételt ért el. Magyarországon az HBO Max mutatta be 2023. október 1-jén.

## Cselekmény
A film George Foreman életének különböző fontosabb pillanatait mutatja be.
A fiatal George Foreman nagy szegénységben nő fel Houstonban. Emberek közötti tapasztalatainak nagy része az utcán zajlik, ahol bűnözői tevékenységekbe keveredik. Amikor elrejtőzik a rendőrség elől, és bekeni magát a szennyvízcsatornából származó mocsokkal, hogy elkerülje a szimatolókutyákat, ez a fiatal életének abszolút mélypontját képzi. Ezen szeretne változtatni, így részt vesz egy államilag támogatott Job Corps készségfejlesztő táborban Kaliforniában, messze Texastól.
Amikor George-ot ki akarják rúgni az alakulatból, Doc Broadus, aki a bokszolók edzőtáborát vezeti az épületben, a szárnyai alá veszi. Az első edzésen a ringben fájdalmasan rádöbben, hogy a puszta fizikai erő mit sem ér a bokszban. Ezt követően mentora engedelmes és fegyelmezett tanítványává válik.
George Foreman olimpiai aranyérmet nyer, nehézsúlyú világbajnok lesz, de fájdalmas vereséget szenved a „Rumble in the Jungle” mérkőzésen Muhammad Ali ellen. Egy halálközeli élményt követően befejezi bokszolói karrierjét, hogy prédikátor lehessen, végül visszatér a ringbe, miután családja és egyháza anyagi nehézségekbe ütközik. 45 évesen ő lesz a boksztörténelem legidősebb nehézsúlyú bajnoka.

## Szereplők
| Szerep                     | Színész                | Magyar hang         |
| -------------------------- | ---------------------- | ------------------- |
| George Foreman             | Khris Davis            | Bognár Tamás        |
| Mary Joan                  | Jasmine Mathews        |                     |
| Muhammad Ali               | Sullivan Jones         |                     |
| Archie Moore               | Lawrence Gilliard Jr.  |                     |
| Desmond                    | John Magaro            |                     |
| Virdell Stokes tiszteletes | Sam Trammell           |                     |
| Nancy Foreman              | Sonja Sohn             | Zsolnay Júlia       |
| Doc Broadus                | Forest Whitaker        | Kerekes József      |
| Paula Foreman              | Shein Mompremier       | Ligeti Kovács Judit |
| Angelo Dundee              | Robert Cicchini        |                     |
| Howard Cosell              | Matthew Glave          |                     |
| Mary Foreman               | Erica Tazel            |                     |
| Dick Sadler                | Dwayne Barnes          |                     |
| Roy Foreman                | Deion Smith            |                     |
| Gloria Foreman             | K Steele               |                     |
| Bully                      | Nile Memmezzwattay     |                     |
| Joe Frazier                | Carlos Takam           |                     |
| Sonny Liston               | Cedric Boswell         |                     |
| Johnny Carson              | Tom Virtue             |                     |
| Jonas Cepulis              | Phillip Craddock-Haney |                     |

### Magyar változat
- Magyar szöveg: Szojka László
- Hangmérnök: Regenye András
- Vágó: Kelemen Zoltán
- Gyártásvezető: Rába Ildikó
- Szinkronrendező: Turóczi Izabell
- Produkciós vezető: Dallos Miklós

A szinkront az Iyuno Hungary készítette el.

## A film készítése
A George Foreman pályafutásán alapuló életrajzi filmről 2021-ben számoltak be. George Tillman Jr. kapott felkérést a rendezésre a Frank Baldwinnal közösen írt forgatókönyvből, amelyet Tillman, Baldwin és Dan Gordon története alapján készítettek el. Khris Davis alakította Foremant, Forest Whitaker Doc Broadus-t, Sullivan Jones pedig Muhammad Alit. Eredetileg Michael K. Williams játszotta volna Doc Broadus (Foreman edzője és mentora) szerepét, de a forgatás megkezdése előtt elhunyt.

## Bemutató
A filmet eredetileg 2022. szeptember 16-án akarták bemutatni, de 2023. március 24-re halasztották.  A projektet ismét eltolták, és végül 2023. április 28-án jelent meg a Sony Pictures Releasing forgalmazásában. Május 16-án jelent meg digitálisan, majd június 27-én Blu-ray és DVD kiadásban.
A film Heart of a Lion („Az oroszlán szíve”) munkacímmel készült; a forgatás 2021 végén kezdődött volna a louisianai New Orleansban, de az Ida hurrikán miatt félbeszakadt. A forgatásnak Shreveportban kellett volna folytatódnia novemberben, azonban 2022 elejéig leállt a forgatás egy nem közölt ok miatt. A forgatásra 2022 februárja és márciusa között került sor New Orleansban.